# Первочурашевское сельское поселение
Первочурашевское се́льское поселе́ние — упразднённое муниципальное образование в Мариинско-Посадском районе Чувашии Российской Федерации.
Административным центром являлось — село Первое Чурашево.

## История
Статус и границы сельского поселения установлены Законом Чувашской Республики от 24 ноября 2004 года № 37 «Об установлении границ муниципальных образований Чувашской Республики и наделении их статусом городского, сельского поселения, муниципального района и городского округа»Упразднено законом от 29 марта 2022 года в рамках преобразования муниципального района со всеми входившими в его состав поселениями путём их объединения в муниципальный округ[3].

## Население
| 2010  | 2012  | 2013  | 2014  | 2015  | 2016  | 2017  |
| ----- | ----- | ----- | ----- | ----- | ----- | ----- |
| 1877  | ↗1888 | ↘1878 | ↗1883 | ↗1885 | ↘1823 | ↘1782 |
| 2018  | 2019  | 2020  | 2021  |       |       |       |
| ↘1718 | ↘1669 | ↘1634 | ↘1589 |       |       |       |

## Состав сельского поселения
| №  | Населённый пункт  | Тип населённого пункта       | Население |
| -- | ----------------- | ---------------------------- | --------- |
| 1  | Алмандаево        | деревня                      | ↗74       |
| 2  | Верхние Ирх-Сирмы | деревня                      | ↘36       |
| 3  | Вороново          | деревня                      | →2        |
| 4  | Вурман-Кошки      | деревня                      | →89       |
| 5  | Ибраялы           | деревня                      | ↗82       |
| 6  | Ирх-Сирмы-Кошки   | деревня                      | ↗103      |
| 7  | Ирх-Сирмы-Ронги   | деревня                      | ↗69       |
| 8  | Караньялы         | деревня                      | ↘359      |
| 9  | Мижули            | деревня                      | ↗301      |
| 10 | Нижние Ирх-Сирмы  | деревня                      | ↘32       |
| 11 | Первое Чурашево   | село, административный центр | ↗561      |
| 12 | Синьял-Ирх-Сирмы  | деревня                      | ↗93       |
| 13 | Чиршкасы          | деревня                      | ↗158      |
| 14 | Этнескеры         | деревня                      | ↗65       |